# 타인
《타인》은 KBS 2TV에서 1987년 9월 5일부터 1988년 2월 28일까지 방영되었던 드라마이며 김미숙 (안혜련 역)은 해당 작품 이후 유치원 등 개인사업과 KBS와의 출연료 문제를 비롯한 여러 가지 이유 때문에 활동을 중단했다가 《사랑의 굴레》로 브라운관에 돌아왔다.
한편, 멜로물 수준을 벗어나지 못하여 방송 초기부터 시청자들을 실망시켰다.

## 제작진
- 극본 : 이금림
- 연출 : 이종수

## 주제가
- 제목:타인
- 작사:박건호
- 작곡:미상
- 노래:미상

## 출연진
- 김미숙 : 안혜련
- 한진희 : 서준구
- 장미희 : 오영주
- 김흥기 : 임기호(영주 남편)
- 정소녀 : 조윤정
- 강부자 : 김 여사(준구 어머니)
- 김순철
- 김보미
- 하희라
- 노주현